# Бенджамін Кіген
Бенджамін Кіген (5 липня 1993 ) — кенійський легкоатлет, що спеціалізується на легкоатлет, бронзовий призер Олімпійських ігор 2020 року.

## Кар'єра
| Рік               | Змагання                                 | Місце проведення  | Місце             | Дисципліна        | Результат         | Примітки          |
| Представник Кенія | Представник Кенія                        | Представник Кенія | Представник Кенія | Представник Кенія | Представник Кенія | Представник Кенія |
| ----------------- | ---------------------------------------- | ----------------- | ----------------- | ----------------- | ----------------- | ----------------- |
| 2019              | Африканські ігри                         | Рабат, Марокко    | 1                 | стипльчез         | 8:12.39           |                   |
| 2019              | Чемпіонат світу                          | Доха, Катар       | 6                 | стипльчез         | 8:06.95           |                   |
| 2019              | Всесвітні Ігри серед військовослужбовців | Ухань, Китай      | 1                 | стипльчез         | 8:24.50           |                   |
| 2021              | Олімпійські ігри                         | Токіо, Японія     | 3                 | стипльчез         | 8:11.45           |                   |